# Pop (U2-album)
A U2 1997-ben kiadott Pop című nagylemeze az előző albumaikon (Achtung Baby, Zooropa) már megjelent elektronikus (techno) zenei hangzás és 80-as évekbeli alternatív, gitárközpontú rockstílusuk keveréke. Bár számos ország slágerlistáján első helyre került, és a kritikusok is kedvezően fogadták, nem tartozik a jelentősebb alkotásaik közé. Edge szerint a Pop „olyan távol áll a U2-tól, amennyire csak lehet”.  A lemez hibáinak oka az együttes tagjai szerint főként az, hogy a túl korai időpontokra lekötött koncertek miatt nem volt elég idejük a dalok és a felvételek finomítására. 2005 májusában Bono azt nyilatkozta, hogy fontolgatják egy új verzió elkészítését. 
A címmel ellentétben a dalok hangzásvilága nem a könnyed mainstream popéhoz hasonló: éppenhogy sötét tónusú – legalábbis nagyrészt. Bono szerint egy bulival kezdődik (Discothèque, Do You Feel Loved), és egy temetéssel végződik (Wake Up Dead Man). A dalszövegek közül a legerőteljesebb a politikai üzenettel is rendelkező Please és a kísérteties Wake Up, Dead Man.

## Dalok
1. Discothèque (5:19)
2. Do You Feel Loved (5:07)
3. Mofo (5:46)
4. If God Will Send His Angels (5:22)
5. Staring at the Sun (4:36)
6. Last Night on Earth (4:45)
7. Gone (4:26)
8. Miami (4:52)
9. The Playboy Mansion (4:40)
10. If You Wear That Velvet Dress (5:14)
11. Please (5:10)
12. Wake Up Dead Man (4:52)

Zene U2, szöveg Bono és The Edge.
A U2 ezen albuma előtt adta ki a legtöbb kislemez, mind a nemzetközi piacon: Discothèque, Staring at the Sun, Last Night on Earth, Please, If God Will Send His Angels, Mofo.
A PopHeart élő felvételeket tartalmazó EP is a világ több részén megjelent; az USA-ban Please címen kislemezként jött ki.
A japán kiadás bónuszszáma a Discothèque kislemez B-oldalán lévő Holy Joe (Guilty Mix) (5:08). A malajziai kiadásra csak cenzúrázva kerülhetett rá a Wake Up Dead Man.

## Előadók
- Bono – ének, gitár
- The Edge – gitár, billentyűsök, ének
- Adam Clayton – basszusgitár
- Larry Mullen, Jr. – dob, ütőhangszerek, programok

## Külső hivatkozások
- U2 Wanderer diszkográfia
- U2-Vertigo-Tour.com – a PopMart turnén játszott számok
- Three Sunrises – a lemez dalairól